# 永澤豊
永澤 豊（ながさわ ゆたか、1956年10月30日 - ）は、茨城県を登録地としていた元競輪選手。日本競輪学校（当時。以下、競輪学校）第37期生。師匠は横田忠夫（5期）。

## 来歴
高校時代は1974年の全国高等学校総合体育大会自転車競技大会（インターハイ）のポイントレースで3位、同年同種目の国民体育大会で2位となった。競輪学校時代の在校競走成績は7勝。
1976年5月24日、立川競輪場でデビューし、初勝利を挙げた。以降、日本選手権競輪5回、オールスター競輪及び競輪祭ではそれぞれ2回ずつの出場歴がある。
2007年上期（1〜6月）まではS級に在籍していたが、同年下期（7〜12月）にA級陥落。その後2012年下期までA級1班に在籍していたが、2013年上期よりA級2班に降班となった。
2014年9月1日以降、日本競輪学校最年長期の現役選手であった（また、30期台最後の選手でもあった）。
晩年は競走成績の不振により斡旋保留の処分を受けたことから、2017年1月10日付で選手登録消除され引退。通算成績は、3211戦262勝。